# Narope cyllene
Narope cyllene är en fjärilsart som beskrevs av Felder 1859. Narope cyllene ingår i släktet Narope och familjen praktfjärilar. Inga underarter finns listade i Catalogue of Life.